# Bridge River Rapids
Bridge River Rapids är en fors i provinsen British Columbia i Kanada. Den ligger i Fraserfloden strax norr om Bridge Rivers mynning. Närmaste större samhälle är Lillooet, några kilometer söder om Bridge River Rapids.